# Subaru Baja
La Subaru Baja è stata prodotta dalla Subaru dal 2002 al 2006.
Il nome Baja deriva dalla Baja 1000, corsa offroad che si tiene in Messico. 
Il pianale è lo stesso della Subaru Outback, ma con un cassone nel retro. 

## Il contesto
Un team di designer guidato da Peter Tennessee progettó la Subaru Baja come un omaggio alla Baja 1000. Doveva avere un'aria funky, ed essere diversa dal solito, appartenendo ad una categoria a sé stante. Al North American International Auto Show del 2000 fu presentata la concept ST-X, che presentava il concetto della Baja, cioè un Pick-up su base Subaru Outback. 
La Baja fu presentata nel 2002 più lunga di 6 cm della Outback, con quattro porte ed un innovativo sistema, chiamato Switchback, che aumentava il pianale abbattendo i sedili posteriori ed una parte del lunotto posteriore. 

## Mercato e vendite

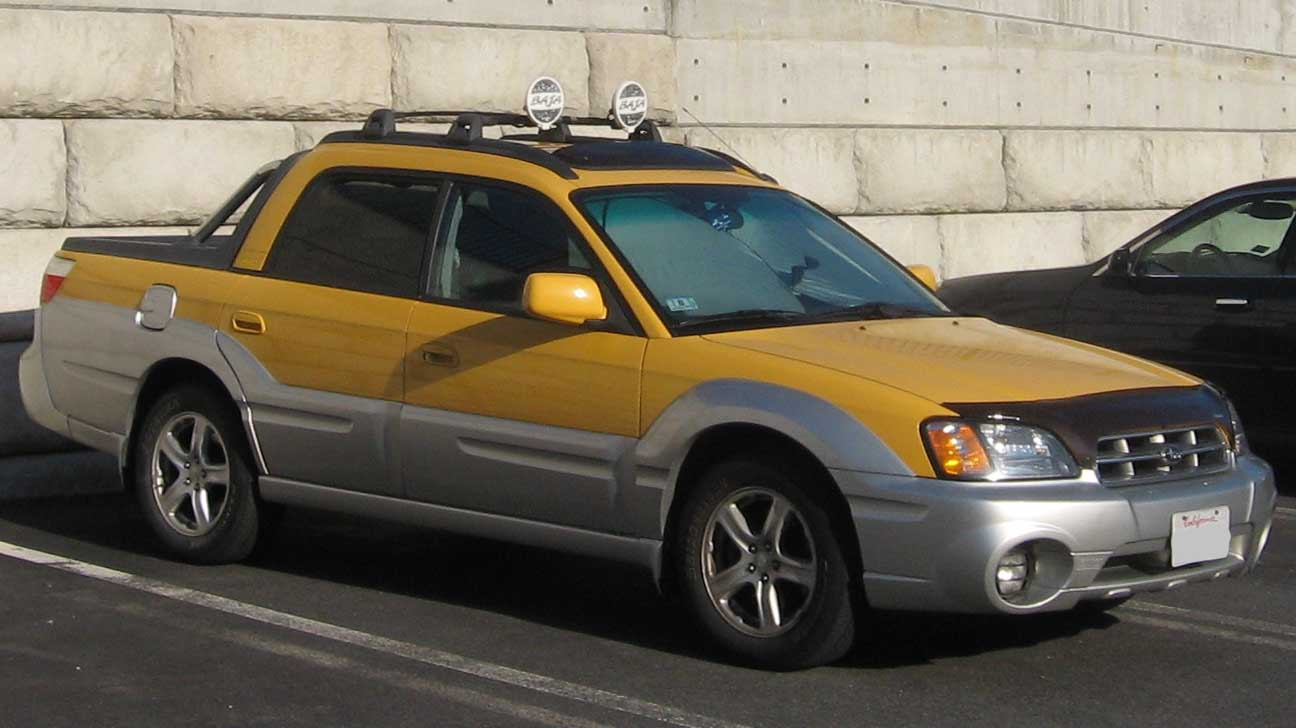
La Subaru Baja gialla ed argento.

La Subaru Baja era venduta in Cile, Stati Uniti e Canada. Era chiamato "veicolo ad utilità multipla" per sottolinearne la versatilità. La pubblicità, però, fu limitata, ed arrivó più tardi della versione turbo, presentata con una discutibile livrea gialla e argento, scelta da uno dei designer, James Healey, che dichiaró ad usatoday fosse una dichiarazione di moda controversa. Nel 2003 e nel 2004 vinse il premio APEAL di JD Powers, e nel 2006 raggiunse il punteggio più alto per affidabilità della rivista Consumer Report.
La Subaru prevedeva di venderne 24.000 all'anno, ma ne vendette solo 30.000 in quattro anni. La produzione della Baja fu interrotta nel 2006, e l'ultima Baja nuova fu venduta nel febbraio 2008. 

## Model Year

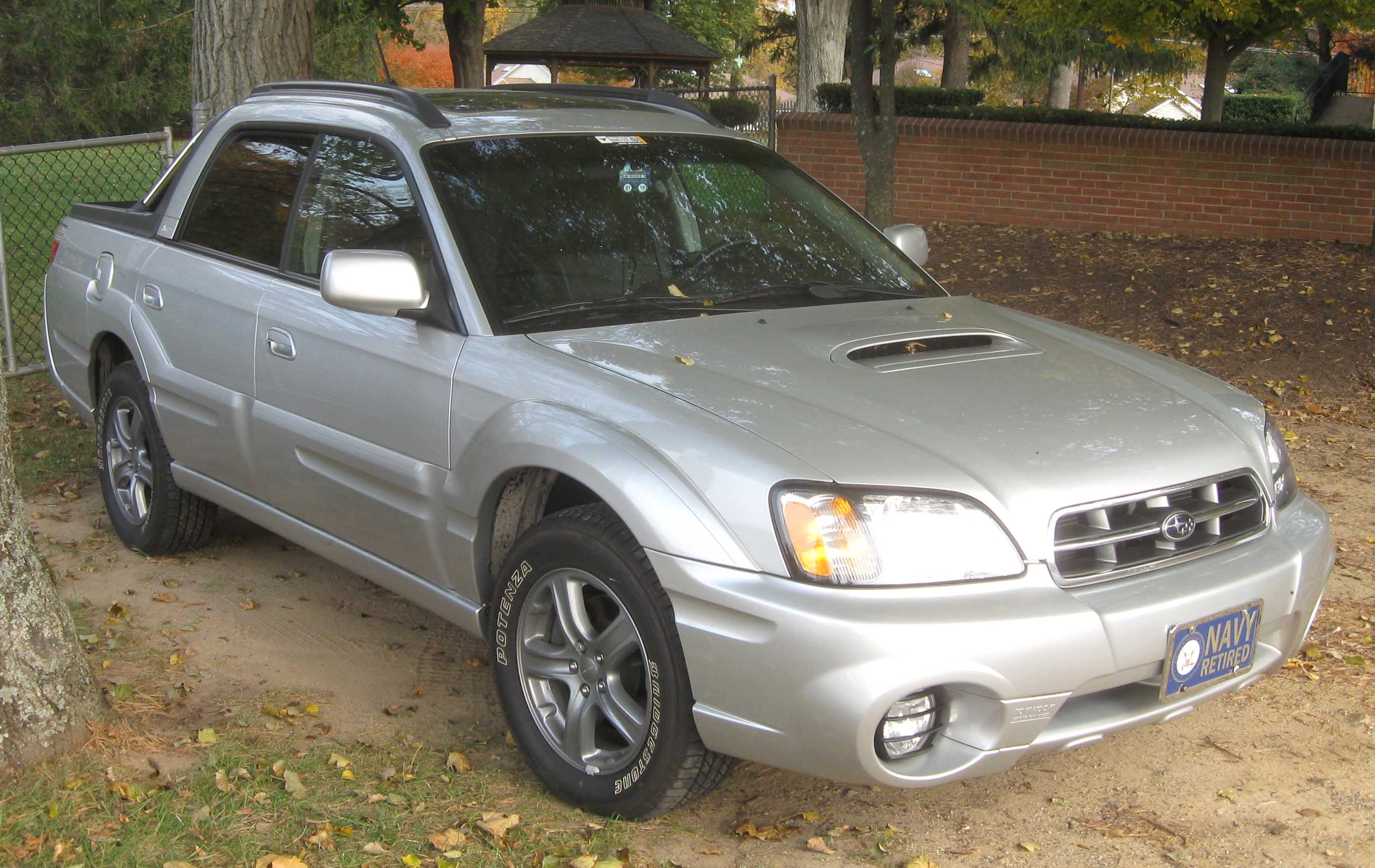
La versione turbo

### 2004
Nel 2004 fu introdotto un 2.5 turbo da 210 CV, riconoscibile dalla presa d'aria sul cofano. L'altezza da terra è stata modificata, diventando di 210 mm. 

### 2005
Altezza da terra aumentata, alla console centrale è stata aggiunta una presa di corrente ed è stato reso disponibile il tessuto tonneau.

### 2006
La variante turbo riceve un pacchetto che prevede sedili riscaldabili, cerchi in lega speciali e cambio automatico. Tutti i modelli hanno ricevuto sistemi di sicurezza migliori.